# كينتا يوشيكاوا
كينتا يوشيكاوا (باليابانية: 吉川 健太) (16 مايو 1986 في شيغا في اليابان – )؛ هو لاعب كرة قدم ياباني سابق كان يلعب كلاعب وسط.

## وصلات خارجية
- كينتا يوشيكاوا على موقع رابطة كرة القدم اليابانية للمحترفين (اليابانية)
- كينتا يوشيكاوا على موقع قاعدة بيانات كرة القدم.إي يو (الإنجليزية)
- كينتا يوشيكاوا على موقع Soccerway.com (الإنجليزية)